# ولیکا پرسکا
ولیکا پرسکا (اسلوونیایی: Velika Preska) یک زیستگاه انسانی در اسلوونی است که در Lower Carniola واقع شده‌است.

## خصوصیات
ولیکا پرسکا ۱٫۷۶ کیلومترمربع مساحت و ۵۲ نفر جمعیت دارد و ۷۸۸٫۱ متر بالاتر از سطح دریا واقع شده‌است.